# God morgon (Chips-låt)
God morgon är en sång skriven av Lasse Holm och Torgny Söderberg och framförd av country- och popgruppen Chips, då tillfälligt under namnet "Sweets 'n Chips", i den svenska Melodifestivalen 1981, där bidraget slutade på andra plats. 
Melodin låg även på Svensktoppen i nio veckor under perioden 29 mars-31 maj 1981, med förstaplatser den andra och tredje veckan.
Låten utkom 1981 även på singel. Den förlades även till Kikki Danielssons soloalbum Just Like a Woman 1981.
Melodin har även fått andra texter. Den spelades dels in i engelskspråkig version, som Good Morning, vilken 1982 förlades till Chips album Having a Party. Då Kikki, Bettan & Lotta var verksamma åren 2001–2004 sjöngs ibland sången med texten, God afton, eftersom de flesta föreställningarna gavs på kvällarna medan låten ursprungligen har morgontema.
En inspelning av Ida Redig kunde i maj-juni 2017 även höras i TV-reklam för KungSängens sängar.
I Så mycket bättre 2017 framfördes låten av Tomas Andersson Wij.